# TVNET
TVNET (auch TVNet, Tvnet oder TV Net geschrieben, Eigenschreibweise tvnet) ist ein türkischer Nachrichtensender mit Sitz in Istanbul. Er gehört zur Mediengruppe Albayrak, die ihrerseits Teil der Albayrak Holding ist.
Zunächst lief ein Testprogramm unter dem Namen ATR, am 1. Januar 2007 wurde der reguläre Sendebetrieb unter dem Namen TVNET aufgenommen. Der Sender ist auf Nachrichten sowie politische Diskussionen und Reportagen spezialisiert. Er gilt als der regierenden Partei für Gerechtigkeit und Aufschwung (AKP) und Staatspräsident Recep Tayyip Erdoğan nahestehend.
Chefredakteur İbrahim Karagül ist zugleich Chefredakteur der ebenfalls zur Albayrak Holding gehörenden Tageszeitung Yeni Şafak. Auch weitere Autoren der Zeitung sind oft als Moderatoren und Kommentatoren bei TVNET zu sehen. Zu den bekanntesten TVNET-Sendungen gehören die vom Yeni Şafak-Autor Nedret Ersanel moderierte Talkshow Akıl Odası („Zimmer der Vernunft“) sowie die Sendung Komplo Teori („Verschwörungstheorie“).